# Bibliothèque d'Assurbanipal

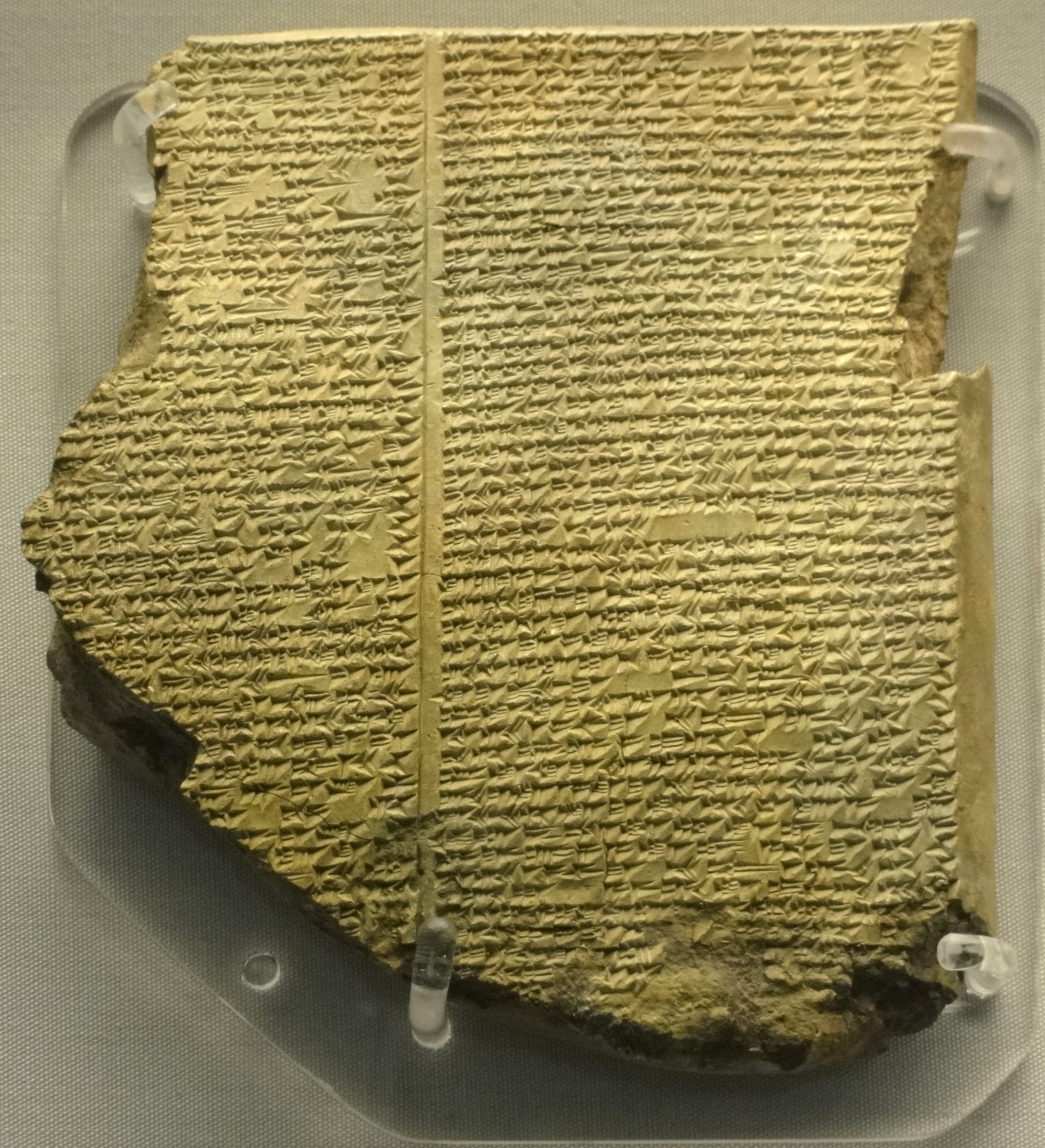
Tablette d'un extrait du récit de lÉpopée de Gilgamesh, trouvée à la Bibliothèque d'Assurbanipal

La Bibliothèque royale d'Assurbanipal, qui porte le nom d'Assurbanipal (668-627) – le dernier grand roi de l'Assyrie antique –, est une collection de près de vingt-cinq mille tablettes d'argile (la plupart fragmentées) et de fragments contenant toutes sortes de textes du VIIe siècle av. J.-C., principalement rédigés en akkadien cunéiforme. Cette collection est d'une valeur inestimable car elle représente le fonds de textes littéraires le plus important de la civilisation mésopotamienne. À cause d'un traitement peu soigné du British Museum, une partie importante de la bibliothèque est irréparablement mélangée, empêchant les experts de discerner et reconstruire de nombreux textes authentiques, bien que certains soient restés intacts.
Ces textes littéraires et savants ont été retrouvés dans les ruines des palais de la Ville Haute de l'ancienne capitale assyrienne, Ninive (aujourd'hui site de Kuyunjik) en Mésopotamie du nord. La plus grande partie de ceux-ci provenant de la collection personnelle du roi Assurbanipal, l'ensemble du corpus lui a été attribué, mais en fait ces textes constituent un tout disparate, car ils proviennent d'endroits différents du même site. Le site archéologique se trouve en Irak moderne.

## Fonds
Assurbanipal, qui avait reçu une éducation de scribe et écrivait en akkadien et en sumérien, avait voulu fonder une bibliothèque qui serve à conserver les textes de toute la connaissance scientifique de son époque et qui serve également d'archives à tous les textes officiels. Il s'intéressait aussi à la façon - indispensable dans l'esprit de l'époque - de communiquer avec les dieux pour bien administrer son royaume et comment prédire l'avenir, ce qui est révélé par les tablettes traitant d'astrologie ou de la façon d'interpréter les entrailles des animaux sacrifiés. Une quantité importante de tablettes traite de prédictions, de présages, de prophéties et de rituels magiques ou cultuels, ainsi que de mythologie. Il envoyait des scribes aux quatre coins du royaume pour rapporter des textes babyloniens et sumériens.
La collection du roi comporte également quantité de textes médicaux, à caractère magique pour la plupart, mais aussi des tablettes traitant de mathématiques, de philosophie ou de philologie. Des textes épiques ou mythiques, comme l'Épopée de Gilgamesh ou l'Enuma Elish revêtent une importance fondamentale pour la compréhension de la civilisation assyrienne. On trouve également des prières, des textes de chants, des documents juridiques (régimes matrimoniaux, divorces, procès, etc.) dont le code d'Hammurabi, des notes administratives ou économiques (contrats, fixation des redevances, organisation de l'agriculture, etc.), des missives, des travaux astronomiques et historiques, des textes à caractère politique, des listes de souverains et des poèmes.
Les textes sont principalement rédigés dans le dialecte assyro-babylonien de la langue akkadienne ou en sumérien. Nombre d'entre eux sont à la fois rédigés en akkadien et en sumérien, y compris les glossaires et les textes à caractère encyclopédique. Un texte devait en principe donner lieu à six copies, ce qui facilite à notre époque le travail de déchiffrage.
Cette collection est de loin la plus importante en ce qui concerne la langue akkadienne.

## Organisation
La bibliothèque d'Assurbanipal a donné lieu à d'énormes travaux pour en cataloguer les pièces, les copier, les commenter et les étudier, ce qui explique le nombre de tablettes servant de glossaires, de listes de textes ou de commentaires. Le roi Assurbanipal attachait lui-même beaucoup d'importance à la mise en ordre de sa bibliothèque. Son nom se trouve inscrit sur chaque tablette. On trouve aussi en colophon le nom de la tablette originelle dont est issue chaque copie. Sur certaines tablettes, la dernière ligne est répétée sur la première ligne de la tablette suivante, afin de respecter un certain ordre. Le texte de centaines de codex est écrit à la cire. Les chercheurs estiment que seulement dix pour cent du fonds a pu être préservé jusqu'à nos jours.

## Découverte et analyse scientifique
Au cours des âges, l'ancienne capitale d'Assurbanipal tombe en ruines sous les coups des Mèdes et des Babyloniens. La bibliothèque n'est pas pillée, comme il arrive normalement dans de telles circonstances, mais se trouve ensevelie sous les ruines des palais royaux où elle avait été répartie.
L'archéologue anglais Austen Henry Layard en découvre la plus grande partie en 1849 sous les ruines du palais du nord-ouest, au bord du Tigre. L'acolyte de Layard, Hormuzd Rassam, découvre la seconde partie, trois ans plus tard, dans la partie opposée du palais. L'ensemble des pièces découvertes est déposé au British Museum, permettant ainsi aux savants du monde entier de les étudier « de première main ». En effet, la civilisation assyrienne n'était connue auparavant que par les textes d'Hérodote et d'autres historiens grecs qui avaient disposé de sources perses.
Ces découvertes font donc sensation dans le monde de l'archéologie et de l'histoire antique, d'autant plus lorsque l'on découvre le texte littéraire le plus ancien du monde à ce jour, L'Épopée de Gilgamesh qui est traduite par George Smith. Le récit du Déluge est comparable à celui de l'Ancien Testament.
Cependant, les deux collections des tablettes d'argile ont été réparties indifféremment dans une salle forte commune du British Museum, si bien qu'il est aujourd'hui presque impossible de connaître leur origine et d'étudier correctement la continuité de certains textes. Les savants continuent aujourd'hui à en étudier et traduire les textes.
Les tablettes qui sont présentées au public du British Museum le sont dans la salle no 55.
Il existe un projet de musée en Irak qui, grâce à l'aide britannique, présenterait les reproductions des tablettes au public irakien.
Depuis 2002, le British Museum pilote un projet de numérisation en coopération notamment avec l'Université de Mossoul qui doit permettre progressivement d'en étendre l'accès et de faciliter la compréhension des textes des tablettes.

## Illustrations

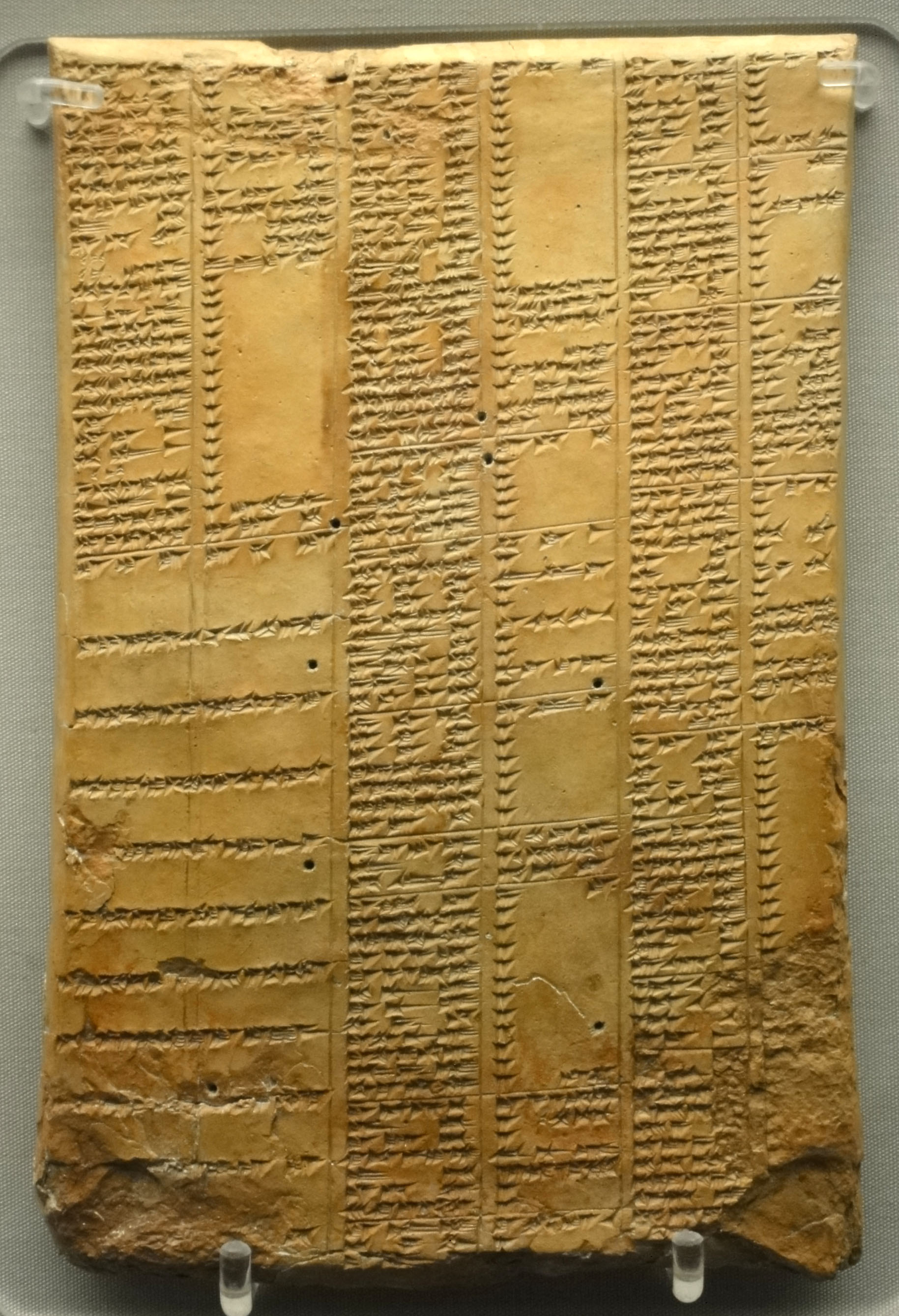
Tablette de listes de synonymes cunéiformes (British Museum).
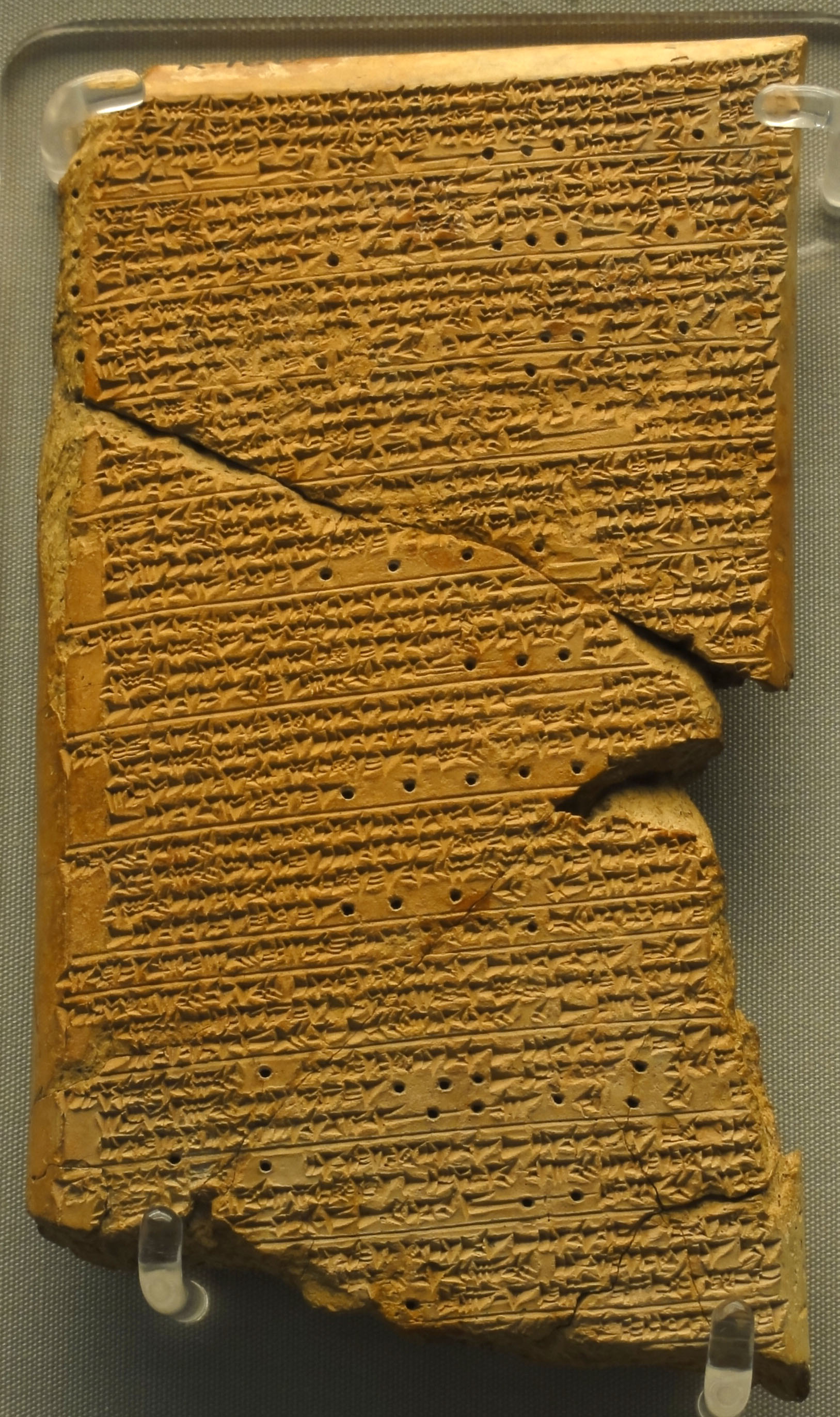
Tablette astrologique, dite « tablette d'Ammisaduqa » (British Museum).
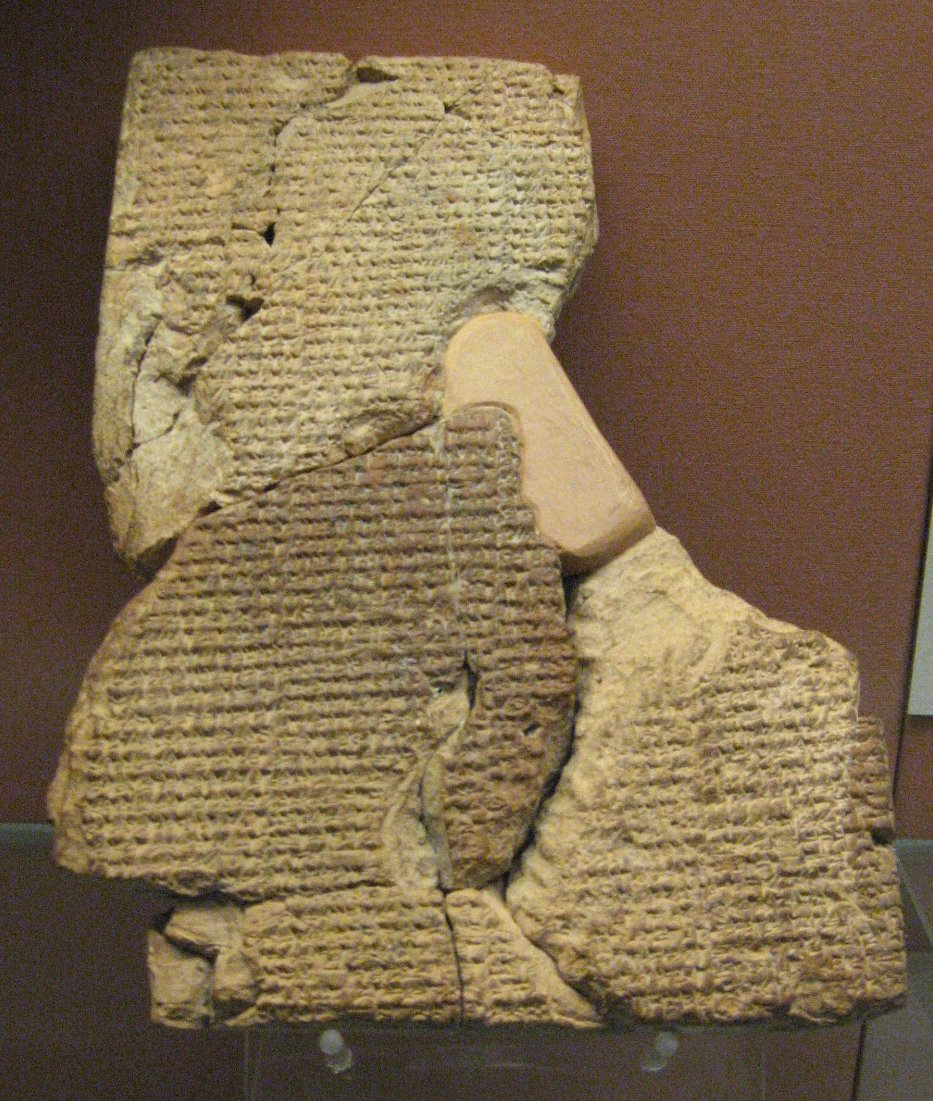
Première tablette du Poème du déluge universel (Épopée d'Atrahasis) (British Museum).
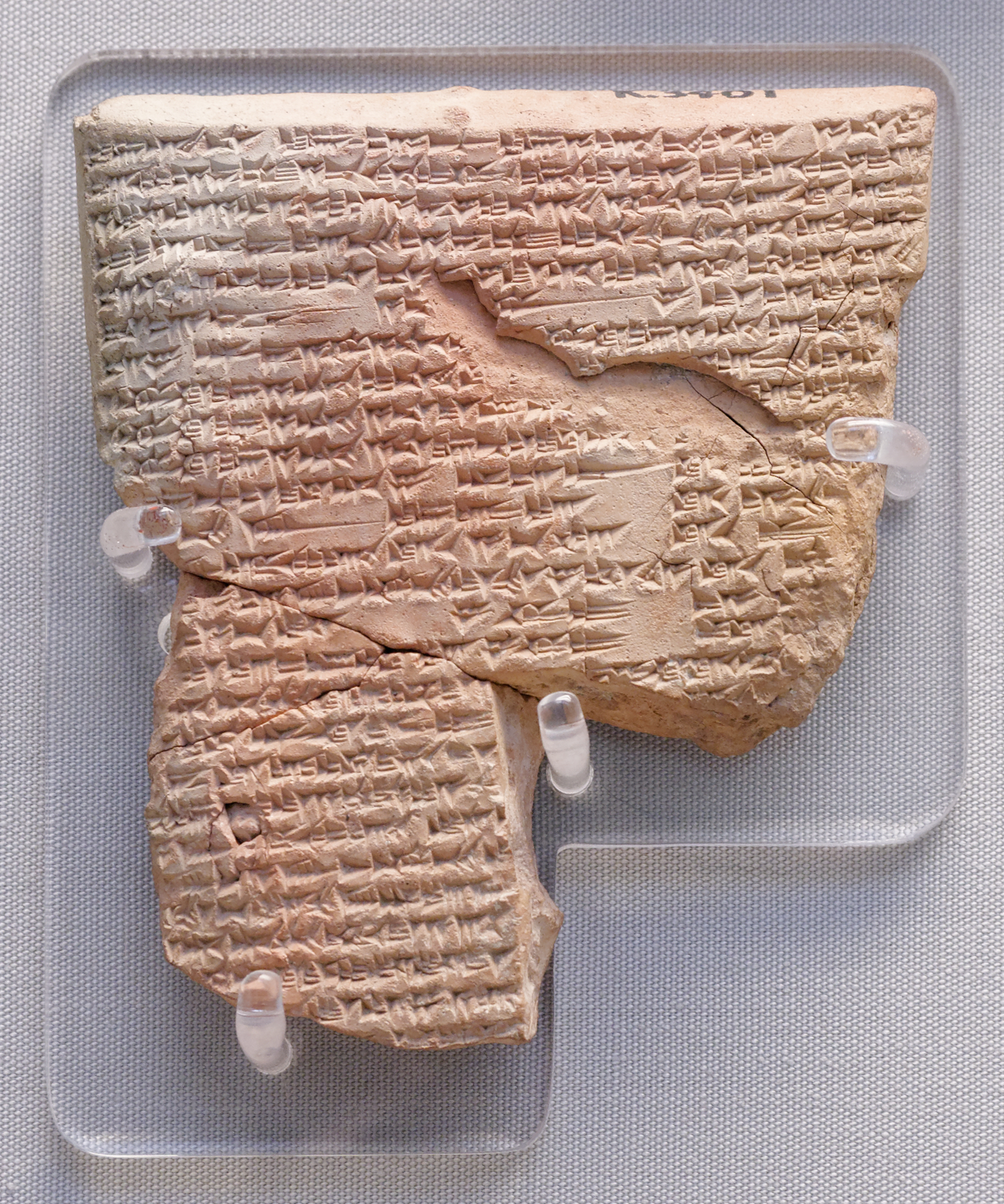
Tablette relatant la naissance mythique de Sargon d'Akkad (British Museum).
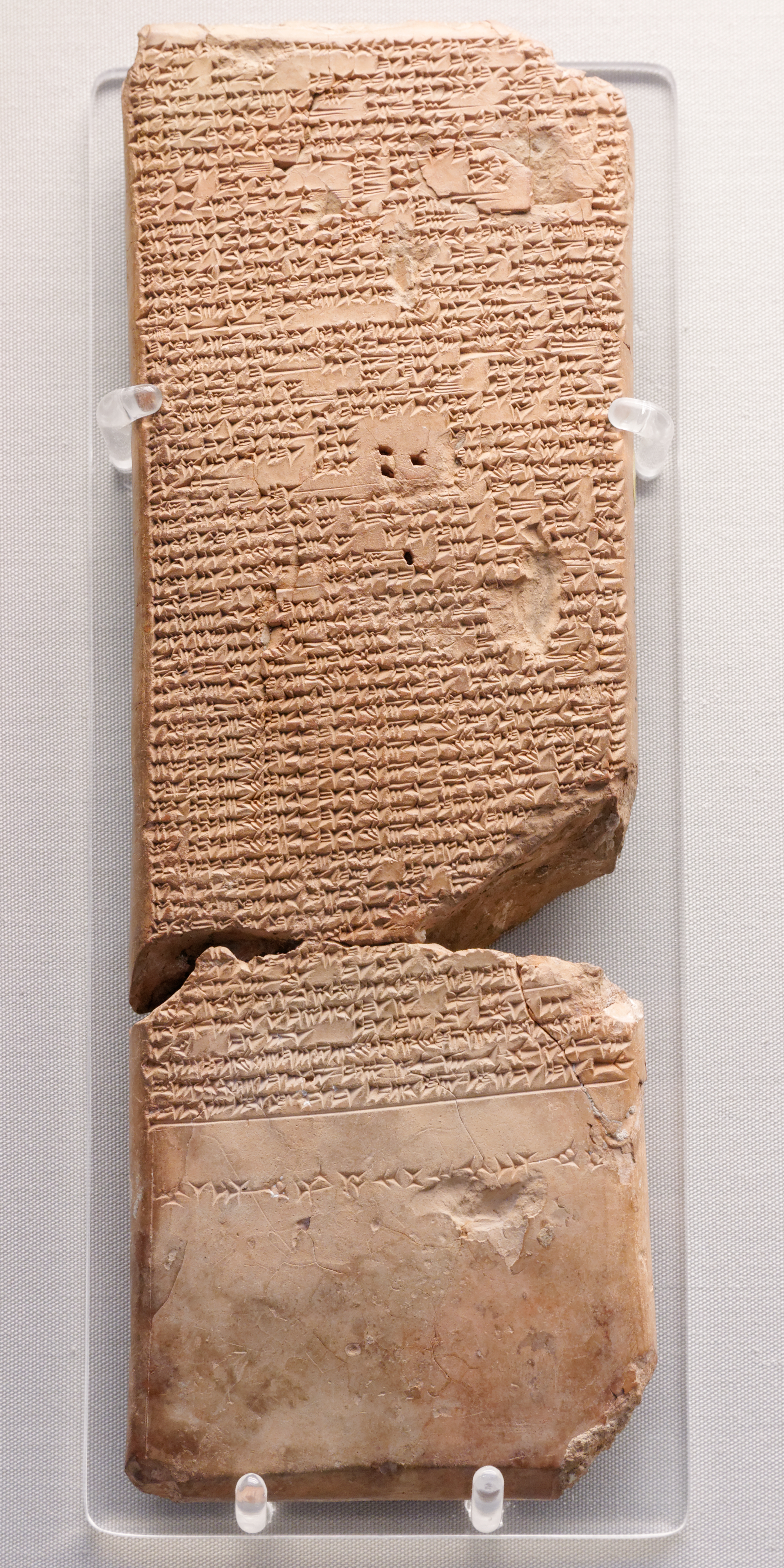
Version akkadienne de la Descente d'Ishtar aux Enfers (British Museum).
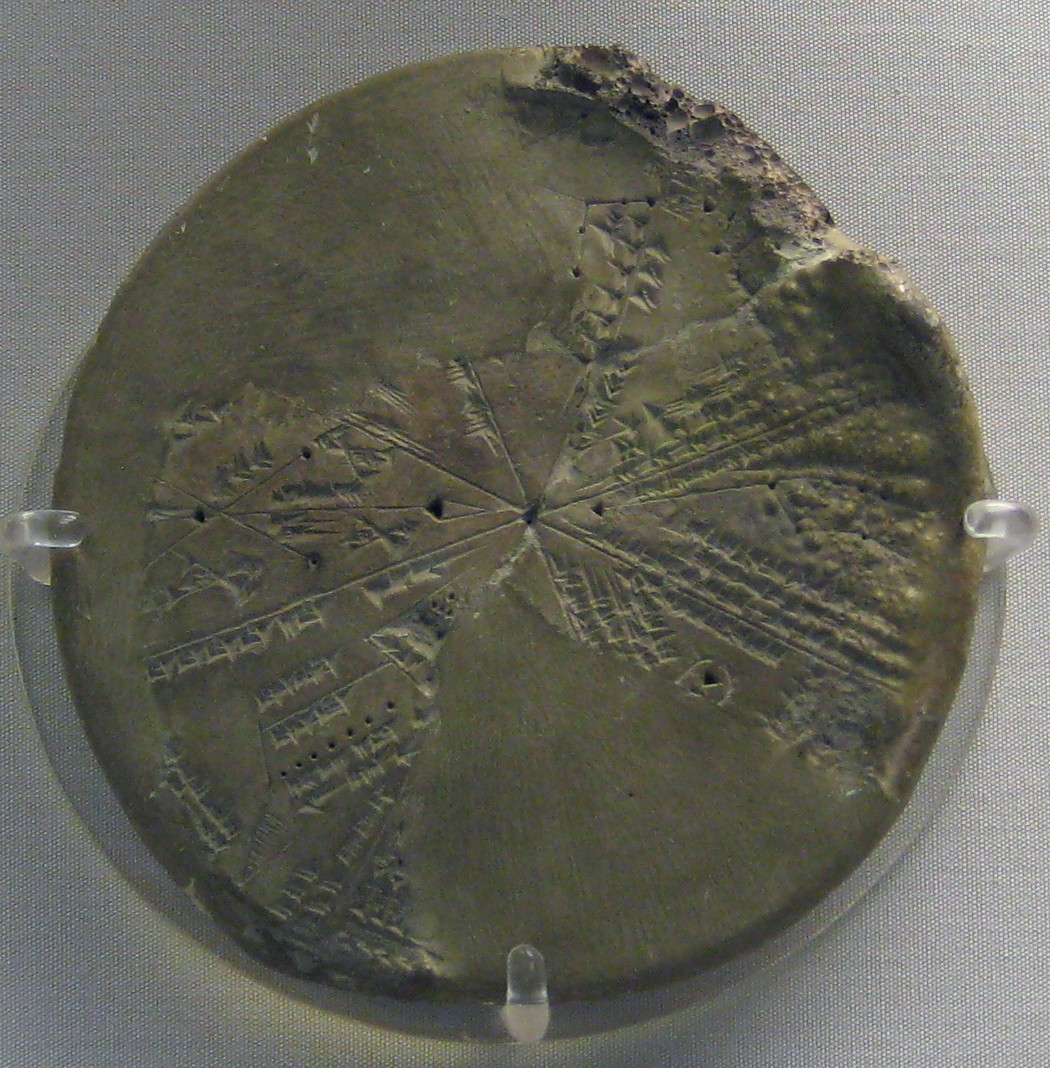
Tablette circulaire représentant un planisphère céleste indiquant la position des constellations observées la nuit du 3 au 4 janvier 650 autour de Ninive (British Museum).
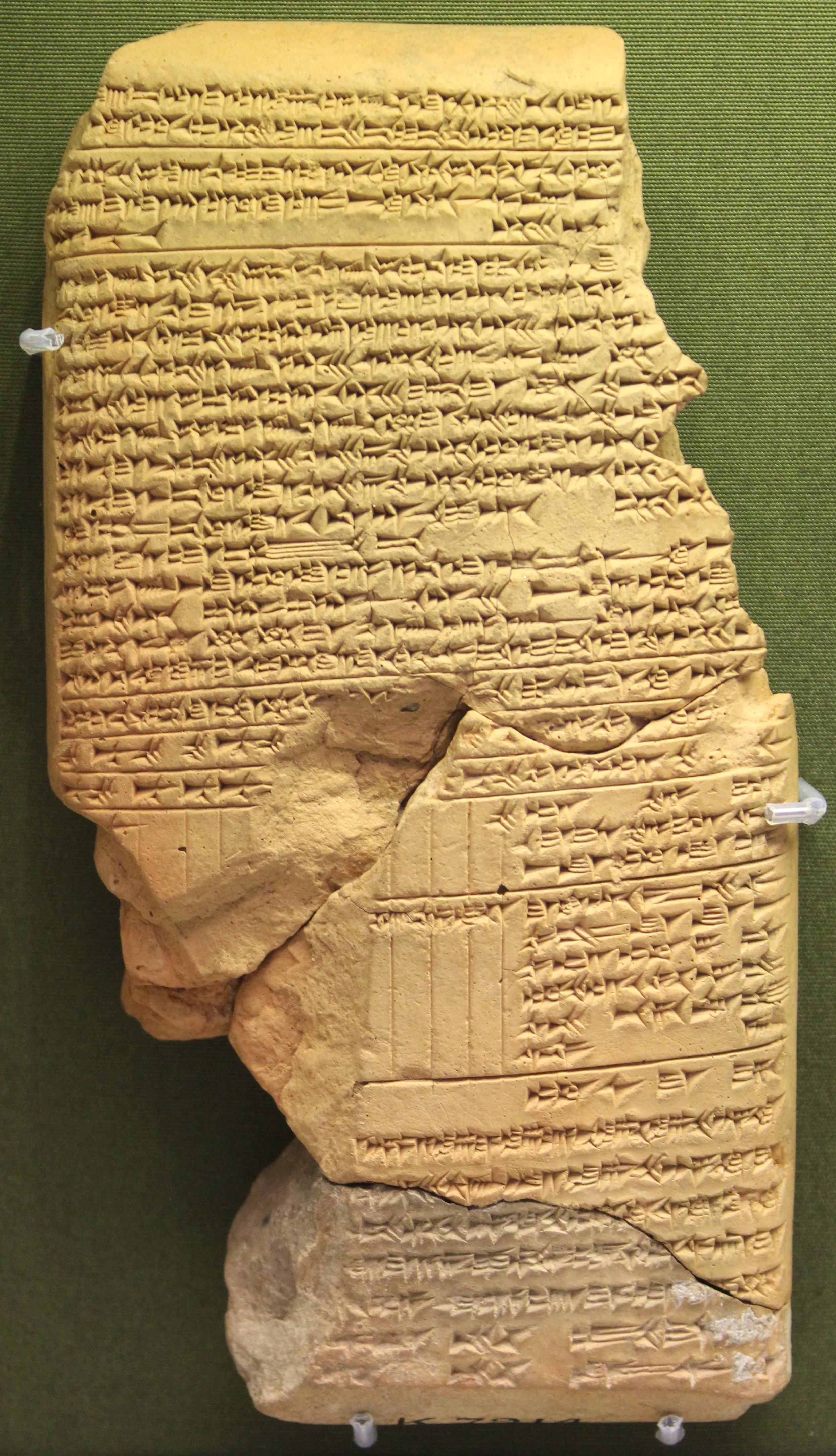
Tablette du « Manuel du devin », ouvrage divinatoire (British Museum).
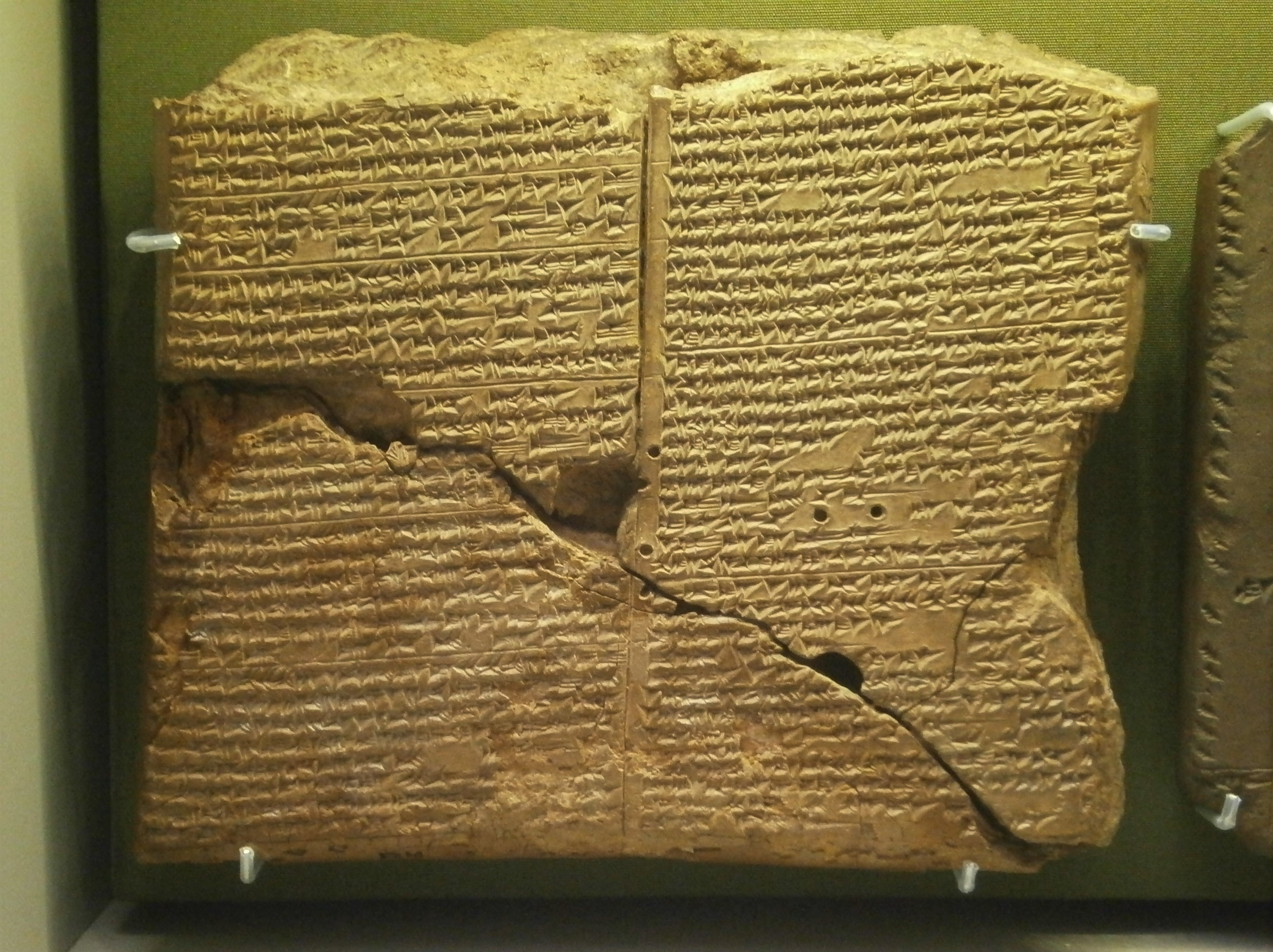
Chronique synchrone (ou Histoire synchronique), texte historiographique (British Museum).